# 明乔·涅伊切夫
明乔·科列夫·涅伊切夫（1887年4月4日—1956年8月11日）保加利亚人民共和国党和国家领导人。

## 生平
1887年4月4日［儒略曆3月23日］出生于舊扎戈拉。曾在瑞士求学，获得法学学位，回国担任教师。1920年加入保加利亚共产党，任舊扎戈拉委员会书记。参与策划1923年9月起义，被捕。1941年保加利亚加入轴心国后，被关入集中营。1943年获释，加入保加利亚祖国阵线。
1944年9月9日社会主义政变后，在成立的临时政府中担任司法部长，担任《季米特洛夫宪法》起草委员会负责人。1945年，成为保加利亚共产党中央委员会委员。1949年至1954年，保共中央政治局委员。
1946年11月至1947年12月，担任国民教育部长。1947年12月至1950年5月，担任保加利亚国民议会主席团主席。1950年开始担任外交部长。1956年8月11日去世。